# Mighty Med - Pronto soccorso eroi
Mighty Med - Pronto soccorso eroi (Mighty Med) è una serie televisiva statunitense, creata da Jim Bernstein e Andy Schwartz e prodotta da Kevin O'Donnell, la produzione è iniziata nel luglio 2013 ed è stata trasmessa negli Stati Uniti dal 7 ottobre 2013 sul canale televisivo Disney XD. In Italia la serie è andata in onda a partire dal 28 aprile 2014, sull'omonimo canale satellitare.
Il 22 maggio 2014 la serie è stata rinnovata per una seconda stagione in onda a partire dal 20 ottobre 2014. La seconda stagione sarà l'ultima perché il 3 settembre 2015 è stata annunciata una serie spin-off con la serie Lab Rats, la cui produzione è iniziata nel mese di ottobre 2015 e la messa in onda sarà il 2 marzo 2016, la serie si chiamerà Lab Rats: Elite Force.
La serie è disponibile per intero sulla piattaforma di streaming Disney+.

## Trama
Mentre sono nel loro negozio di fumetti preferito, Oliver e Kaz trovano per caso un passaggio segreto per un ospedale di supereroi, Mighty Med. Grazie alla loro conoscenza dei supereroi vengono assunti come dottori e come osservatori sotto la guida del Dr. Horace Diaz. Nonostante non abbiano super poteri, Oliver e Kaz si troveranno a curare supereroi feriti con qualche difficoltà lungo la strada.
Ad aiutarli nelle loro avventure ci sono la supereroina Skaylar Storm, Alan ed il loro amico Gus.

## Personaggi

### Personaggi principali
- Kaz "Kasimiras" ,(stagione 1-2) interpretato da Bradley Steven Perry.
Kaz è il miglior amico di Oliver, è molto pigro a scuola e in confronto all'amico trova sempre delle scorciatoie per risolvere i problemi, che li caccia sempre nei guai, anche se qualche volta si dimostra molto intelligente. In un episodio si scopre che ha tantissimi fratelli, tra cui uno che si chiama Kaz come lui.
- Oliver,(stagione 1-2) interpretato da Jake Short.
Oliver è il miglior amico di Kaz, si conoscono da quando erano bambini, gli piacciono molto i supereroi ed è innamorato di Skylar Storm. È intelligente e cauto, il contrario di Kaz.
- Skylar Storm,(stagione 1-2) interpretata da Paris Berelc.
Skylar è una supereroina proveniente dal pianeta Caldera. Tra i suoi 24 superpoteri rientrano vista a raggi-X, volare, super-forza, potere esplosivo; ha perso i suoi poteri contro il suo nemico Annientatore, è diventata una normo (persona non dotata di poteri), ed è al Mighty Med per trovare un modo di riottenere i suoi poteri. Frequenta la Logan High School con il nome di Connecticut "Connie" Valentino. Nonostante tenda a non ammetterlo, è innamorata di Oliver. Diventa cattiva dopo che l'Annientatore manomette i suoi poteri.
- Dr. Horace Diaz,(ricorrente stagione 1-2) interpretato da Carlos Lacámara.  È il capo del Mighty Med, ha il potere di bloccare le persone ed è lo zio di Alan. È molto eccentrico, ha sempre la battuta pronta e ama i ponti. In un episodio della seconda stagione si scoprirà che lui è Caduceo il leggendario guaritore di supereroi salvando la vita a Skylar.
- Alan Diaz,(stagione 1, ricorrente stagione 2) interpretato da Devan Leos.
è il nipote di horace è il capo del personale dell'ospedale. È stato inviato al Mighty Med per poter imparare un lavoro. Odia Kaz e Oliver e cerca in tutti i modi di cacciarli, anche se dalla fine della prima stagione sembra cambiare carattere. Da quando scopre che i suoi poteri sono difettosi, decide anche lui di andare nel mondo dei normo e di andare a scuola. Ha un'ossessione per i gilet di lana.
- Gus,(ricorrente stagione 1-2) interpretato da Augie Isaac. è il miglior amico di Oliver e Kaz, è antipatico e strano e sembra non avere altri amici. Diventa protagonista dalla seconda stagione.

### Personaggi secondari
- Jordan,(ricorrente stagione 1-2)interpretata da Cozi Zuehlsdorff.
Jordan è la miglior amica di Oliver e Kaz, odia Gus, ama molto giocare ai videogiochi. Nella seconda stagione scopre che i supereroi esistono, inoltre senza Clyde e Wallace gestisce il Domain insieme a Gus.
- Stefanie,(ricorrente stagione 1, guest star stagione 2) interpretata da Brooke Sorenson.
È la ragazza più popolare della scuola e la ragazza dei sogni di Kaz.

- Philip  (ricorrente stagione 1-2) Philip è un dipendente del Mighty Med arrivato da poco, crede che la sua testa sia più piccola del dovuto, anche se, veramente, è il contrario. Se fate battute sulla sua testa può diventare irrascibile. Per un piccolo periodo della seconda stagione diventa guardia del Mighty Max.
- Nelson/Optimo  (guest star stagione 1, ricorrente stagione 2) Nelson è il vero padre di Alan che si è finto un Normo per proteggerlo. Infatti, in realtà è un supereroe della lega degli eroi.

### Supereroi
- Blu Tornado (ricorrente stagione 1-2) (interpretato da Brett Johnson) ha il potere di creare vortici; appare per la prima volta nel primo episodio.
- Fiamma Solare (ricorrente stagione 1-2) (interpretata da Carly Hollas) lancia scariche di fuoco. Appare per la prima volta nel primo episodio. Viene considerata pettegola e incolpata di tutto da Kaz, Oliver e Skylar.
- Tecton(ricorrente stagione 1-2) (interpretato da Jilon VanOver) è il supereroe preferito di Kaz; nel primo episodio quest'ultimo lo lascia in pericolo di vita ma è costui che gli salva la vita.
- Capitan Atomic(ricorrente stagione 1-2) (interpretato da Bradley Dodds) è un eroe degli anni '50, sa volare e combatte con il yo-yo radioattivo. Decide di restare nel presente ammaliato dal mondo.
- Ragazza Gufo,  (guest star stagione 1-2) un supereroe dotato di penne, sa volare e arrampicarsi sui muri e sul soffitto. Ha anche un Gufo che però a causa di Brain Metter ritorna allo stato di uovo.
- Crasher, (ricorrente stagione 1, guest star stagione 2) è un supereroe dotato di superforza e superresistenza; dopo il suo matrimonio diventa molto più lunatico e impegnato.
- Titanio,  (ricorrente stagione 1-2) è un supermilionario dal cuore d'oro munito di una armatura metallica.
- Remix,(guest star stagione 1) è una supereroina i cui superpoteri sono stati prodotti dall'incontro fra una scarica di energia e crema solare di Yak. Si è ritirata dopo che Skylar le fa capire che non è pronta.
- Brain Metter,(guest star stagione 1) è uno scienziato che cercando di creare per sé dei superpoteri crea una creatura mutante. Dopo che Horace ristabilisce i suoi poteri, diventa un supereroe permanente.
- Uomo lucertola, (ricorrente stagione 1-2) È un uomo con caratteristiche e comportamento da lucertola. Non viene considerato un supereroe poiché la sua unica abilità è essere una lucertola.
- Scarica,(guest star stagione 1, ricorrente stagione 2) Trasmette scariche elettriche attraverso le dita.
- Replica, (ricorrente stagione 1-2) Può trasformarsi in qualsiasi cosa. Alan ha una cotta per lei.
- Lady Spectrum,(guest star stagione 2) Crea arcobaleni per rendere felice la gente.
- Mesmera, (ricorrente stagione 1-2) legge nella mente delle altre persone. Porta una visiera sugli occhi e nella mano destra ha un terzo occhio.
- NeoCortex,(ricorrente stagione 1-2) legge nella mente delle persone. Quando i suoi poteri vanno in tilt fa venire incubi letali
- Timeline,(guest star stagione 2) legge il futuro ed è cugino di Horace.

### Super cattivi
- Annientatore (interpretato da David Sobolov): è il nemico di Skylar Storm ed è colui che le ha fatto perdere i poteri. È il nemico principale della prima stagione. Fa diventare malvagia Skylar
- Megaherts (interpretato da James Ryen): è un cyborg, nemesi di Tecton. Spara raggi x.
- Black Falcon (interpretato da Scott Anthony Leet): viene menzionato nell'episodio 3, ma fa la sua prima apparizione nell'episodio 13 quando, dopo aver preso in ostaggio tutti i supereroi, viene sconfitto da Capitan Atomic.
- Wallace e Clyde (interpretati da Randy Sklar and Jason Sklar): Sono i proprietari del Domain, il negozio frequentato da Kaz e Oliver, vogliono distruggere tutti i supereroi del Mighty Med e vendicarsi di Horace.
- Catastrofe, è il supercattivo più pericoloso di tutti. Lo formano Wallace e Clyde uniti dalla Diade di Nebulon. Dopo che quest'ultima viene distrutta da Alan, Wallace e Clyde vengono arrestati e Catastrofe non può più formarsi.
- Revenger, è un supercattivo che ha perso il suo corpo e che è presente solo sotto forma di una nuvola nera che verrà aspirata con l'aspirapolvere.

## Episodi
| Stagione         | Episodi | Prima TV USA | Prima TV Italia |
| ---------------- | ------- | ------------ | --------------- |
| Prima stagione   | 24      | 2013-2014    | 2014-2015       |
| Seconda stagione | 20      | 2014-2015    | 2015            |

## Crossover

### Lab Rats vs. Mighty Med
È un episodio speciale di un'ora con la serie Lab Rats ed è stato trasmesso il 22 luglio 2015 negli Stati Uniti, mentre in Italia il 19 dicembre dello stesso anno. È diviso in due episodi, di cui il primo fa parte della serie Lab Rats.

## Spin-off
Il 3 settembre 2015 è stata annunciata una serie spin-off con la serie Lab Rats, la cui messa in onda sarà il 2 marzo 2016.
La serie avrà come protagonisti Bradley Steven Perry, Jake Short e Paris Berelc da Mighty Med e Billy Unger e Kelli Berglund da Lab rats. La serie sarà ambientata nel mondo di Lab Rats, dopo che l'ospedale Mighty Med è stato distrutto da una banda di super cattivi sconosciuti.